# Ганно-Миколаївка
Га́нно-Микола́ївка — село в Україні, у Девладівській сільській громаді Криворізького району Дніпропетровської області. 
Населення — 139 мешканців.

## Географія
Село Ганно-Миколаївка знаходиться на відстані 1 км від села Південне і за 1,5 км від села Олександрівка. Через село протікає пересихаючий струмок з загатою.

## Історія
За даними на 1859 рік у власницькому селі Андріївка (Уськівка) Верхньодніпровського повіту Катеринославської губернії налічувалось 21 дворове господарство, у яких мешкало 95 осіб (42 чоловічої статі та 53 - жіночої ). 
Раніше, за свідченнями місцевих жителів, місцина на якій  проживав пан Ланшин М. І. з родиною, мала назву Ланжівка, від прізвища господарів. По іншу сторону тодішнього ставка знаходилася Вараківка, володіння панів Вараковських. Місцеві говорять, що Ланшини мали більші статки, ніж Вараковські. Наразі колишні Ланжівка, Вараківка та Потоцьківка є складовими частинами теперішнього села Ганно – Миколаївка.
Також зі свідчень відомо, що Ланшині були вправними господарями на своїх землях. Інформаційні джерела дають знати, що в обробітку угідь господарі вдало застосовували сівозміну. Отже, основними напрямками господарювання родини були землеробство та тваринництво - утримували свою конюшню. Родина мала свій маєток, згодом побудували школу. Відомо, що приміщення школи було збудоване з рожевої цегли, на якій був фамільний відтиск пана. Цю цеглу виготовляли у обійсті господарів. Будівля мала три високі  ганки. Навколо школи був великий садок, у якому росли фруктові дерева: вишні, груші, яблуні. Поряд був ставок. Відомо, що згодом будівлю переобладнали у лікарню(пологове відділення), яка функціонувала до 1970-х років.
В полі, над ставком, проти села Ганно – Миколаївка зберігся надгробок з рожевого граніту, що залишився від поховання Ланшиних. За свідченнями старожилів доля цього надгробку досить цікава. Справа в тому, що односельчани неодноразово його перетягували, ховаючи від небезпек. У вихорі  революційних подій панський маєток був знищений, і з невідомих нам причин, можливо від ненависті до панів, плиту перемістили в інше місце, в балку. Під час Другої світової війни надгробки з кладовища військові перетягли у балку та зробили з них переправу для танків. Є інформація, що поховання неодноразово розкопували «чорні археологи», шукаючи там скарби, але нічого не знаходили окрім людських останків. Нині плита знаходиться там, де їй належить, на старому кладовищі. Про те, що це територія поховань свідчить рів та горбочки, що залишилися від могил.

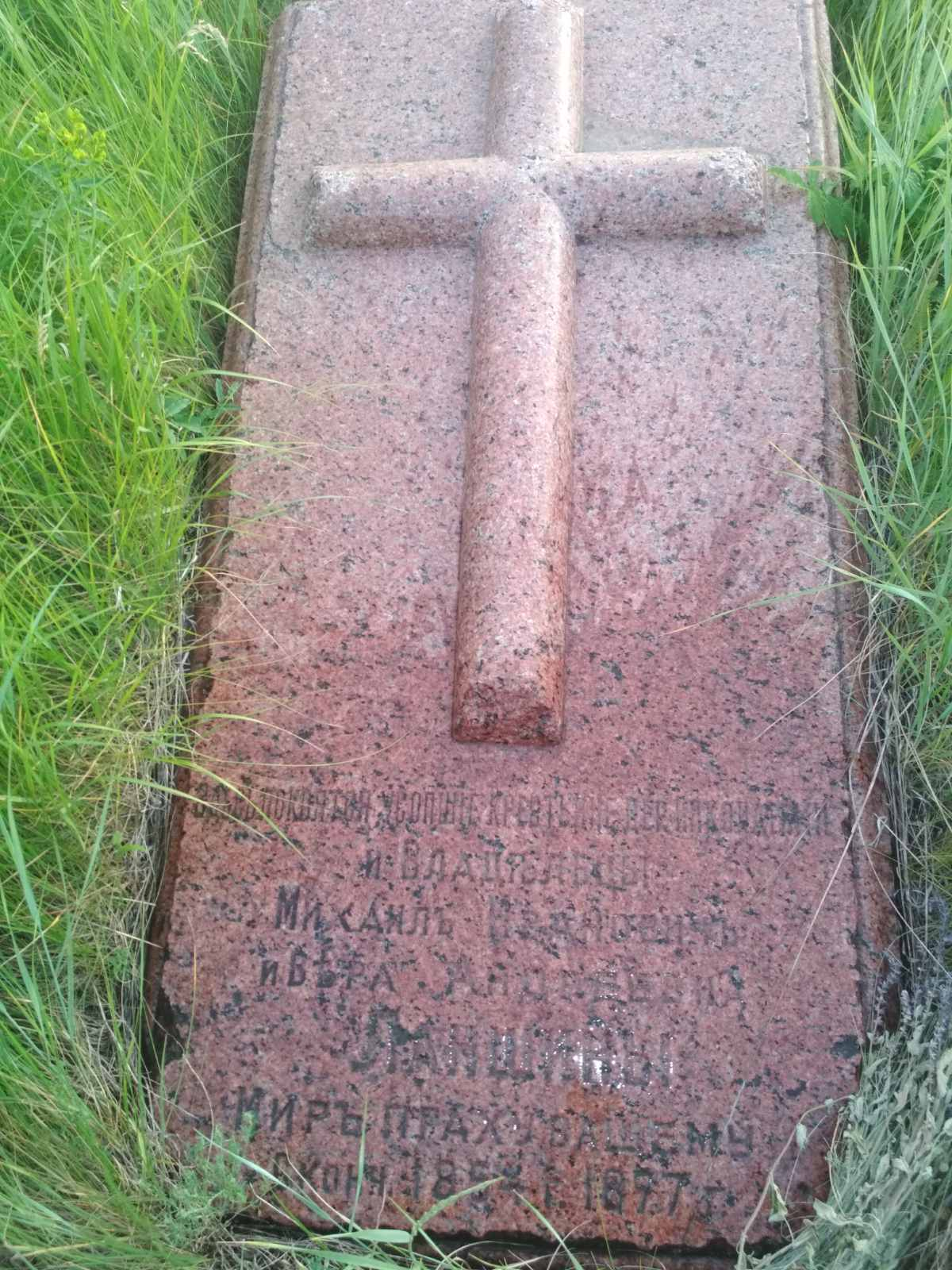
Надгробок з місця поховання родини Ланшиних

У 1908 році кількість мешканців колишнього панського села Ордо-Василівської волості зросла до 250 осіб (175 чоловіків та 75 жінок), налічувалось 56 дворових господарств.

## Населення

### Мова
Розподіл населення за рідною мовою за даними перепису 2001 року:
| Мова       | Відсоток |
| ---------- | -------- |
| українська | 96,4 %   |
| російська  | 3,6 %    |